# 南聖佩德羅 (葡萄牙)
40°45′N 8°4′W / 40.750°N 8.067°W
南聖佩德羅（葡萄牙語：São Pedro do Sul），是葡萄牙的城鎮，位於該國中北部，由維塞烏區負責管轄，始建於1836年，面積348.68平方公里，2011年人口16,851，人口密度每平方公里48.33人。